# Zeng Rui
Zeng Rui (* 6. Februar 1998 in Shenzhen) ist eine chinesische Leichtathletin, die sich auf den Dreisprung spezialisiert hat.

## Sportliche Laufbahn
Erste internationale Erfahrungen sammelte Zeng Rui bei den Jugendasienmeisterschaften 2015 in Doha, bei denen sie mit einer Weite von 5,81 m die Bronzemedaille im Weitsprung gewann. Anschließend gewann sie bei den Jugendweltmeisterschaften in Cali mit 13,04 m die Silbermedaille im Dreisprung. 2019 gewann sie bei den Asienmeisterschaften in Doha mit einem Sprung auf 13,65 m die Silbermedaille hinter der Thailänderin Parinya Chuaimaroeng. 2023 musste sie sich dann bei den Asienmeisterschaften in Bangkok mit 14,01 m nur der Japanerin Mariko Morimoto geschlagen geben. Im Oktober gewann sie bei den Asienspielen in Hangzhou mit 13,92 m die Silbermedaille hinter der Usbekin Sharifa Davronova. Im Jahr darauf gewann sie dann bei den Hallenasienmeisterschaften in Teheran mit 13,61 m die Silbermedaille hinter ihrer Landsfrau Chen Jie. Im August verpasste sie bei den Olympischen Sommerspielen in Paris mit 13,69 m den Finaleinzug.
In den Jahren 2023 und 2024 wurde Zeng chinesische Meisterin im Dreisprung im Freien sowie 2023 in der Halle.

## Persönliche Bestleistungen
- Weitsprung: 5,81 m, 10. Mai 2015 in Doha
- Dreisprung: 14,26 m (+0,1 m/s), 29. Juni 2023 in Shenyang